# Guido Basso

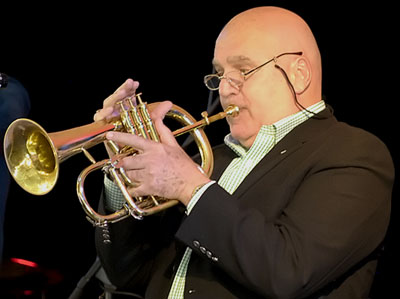
Guido Basso (Port Hope Jazz Festival, 2008)

Guido Basso CM (* 27. September 1937 in Montreal; † 13. Februar 2023 in Toronto) war ein kanadischer Jazzmusiker (Trompete, Flügelhorn, Mundharmonika, Orchesterleiter), Arrangeur und Komponist.

## Leben und Wirken
Basso begann bereits im Alter von neun Jahren mit dem Trompetenspiel. Während seiner Ausbildung am Conservatoire de musique du Quebec wurde er von
Vic Damone entdeckt, mit dem er zwei Jahre international auf Tournee ging. 1958 holte ihn Louis Bellson in seine Band, zu der er drei Jahre gehörte und Pearl Bailey begleitete. Dann wurde er Studiomusiker in Toronto; zwischen 1963 und 1967 war er der musikalische Leiter des örtlichen Fernsehsenders CBLT. Er war Gründungsmitglied von Rob McConnells The Boss Brass und ist als deren Solotrompeter auf mehr als 30 Alben zu hören.
Seit 1975 organisierte und leitete er Bigband-Konzerte in Torontos Canadian National Exhibition, bei denen Größen wie Dizzy Gillespie, Quincy Jones, Woody Herman, Benny Goodman, Duke Ellington und Count Basie auftraten. Seit Ende der 1970er hat er mit seinem Orchester eigene Alben vorgelegt; auch hat er mit Ron Collier, Phil Nimmons, Peter Appleyard, Jerry Toth, Moe Koffman, Ed Bickert, Buddy Rich, Oliver Jones, Carol Welsman, Gene Lees, Diana Krall, Emilie-Claire Barlow, Sophie Milman und Diana Panton aufgenommen.

## Preise und Auszeichnungen
Basso wurde 1994 mit dem Order of Canada ausgezeichnet. Für sein Album Turn Out the Stars (mit Phil Dwyer) erhielt er 2003 einen Juno Award; im Folgejahr wurde auch sein Album Lost in the Stars als „Traditional Jazz Album of the Year“ mit einem Juno Award ausgezeichnet.